# Elenco Records
Elenco est un label discographique brésilien fondé en 1963 par le producteur musical Aloysio de Oliveira. De 1963 à 1967, le label a produit une soixantaine d'albums de bossa nova et de MPB pour des artistes tels que Antônio Carlos Jobim, Vinicius de Moraes, Baden Powell, Sérgio Mendes, Dick Farney, Sylvia Telles, Elis Regina, Edu Lobo, Nara Leão et Agostinho dos Santos. En 1967, Elenco est cédé à Philips (aujourd'hui Universal Music) qui cesse d'utiliser le label en 1989.

## Historique

### Origines

Aloysio de Oliveira.

La création d'Elenco en 1963 est la réponse d'Aloysio de Oliveira à la filiale brésilienne de la maison de disques Odeon, dont il a été le directeur artistique de 1956 à 1961, à la suite de leur décision de le congédier ainsi que plusieurs artistes de bossa nova, dont Sylvia Telles et Lúcio Alves. Après avoir réuni les fonds nécessaires pour établir Elenco, Aloysio de Oliveira s'associe pour la fabrication et la distribution des albums avec RCA Eletrônica Brasileira S.A., filiale brésilienne de RCA.

### Concept révolutionnaire
Elenco s'est fait connaitre pour avoir publié des albums qui ont marqué l'histoire de la bossa nova et de la MPB, et pour avoir créé un nouveau language visuel pour les pochettes d'albums, qui révolutionne le marché du disque brésilien dans les années 1960. Aloysio de Oliveira a travaillé dans les années 1940 comme consultant musical pour les Studios Disney, où il découvre l'importance de l'image et du marketing. Cette connaissance des méthodes américaines lui permet de faire d'Elenco une maison de disques innovante.
Une autre initiative qui contribue à la réputation d'Elenco est la publication de disques réunissant plusieurs vedettes sur un même album tels que Roberto Menescal, Sylvia Telles et Lúcio Alves, ou Tom Jobim et Dorival Caymmi.

### Difficultés et cession du label
Malgré tous les efforts d'Aloysio de Oliveira, le label connaît des difficultés financières persistantes. En 1967, devant la baisse de popularité de la bossa nova au Brésil, Aloysio de Oliveira décide de vendre le label à Philips. Après le départ d'Aloysio en 1968, Elenco va connaître une période de déclin qui conduit à son arrêt définitif en 1989.

### Depuis 1990
En 2004 et 2005, plusieurs albums d'Elenco sont remasterisés et publiés par Universal Music. Au mois de septembre 2011, le Canal Brasil a diffusé un programme intitulé Elenco – A Casa da Bossa Nova, une minisérie en cinq épisodes presentée par le musicien brésilien Charles Gavin (en), qui raconte l'histoire de la maison de disques créée par Aloysio de Oliveira.

## Albums représentatifs
Parmi les albums publiés par Elenco, on peut citer :

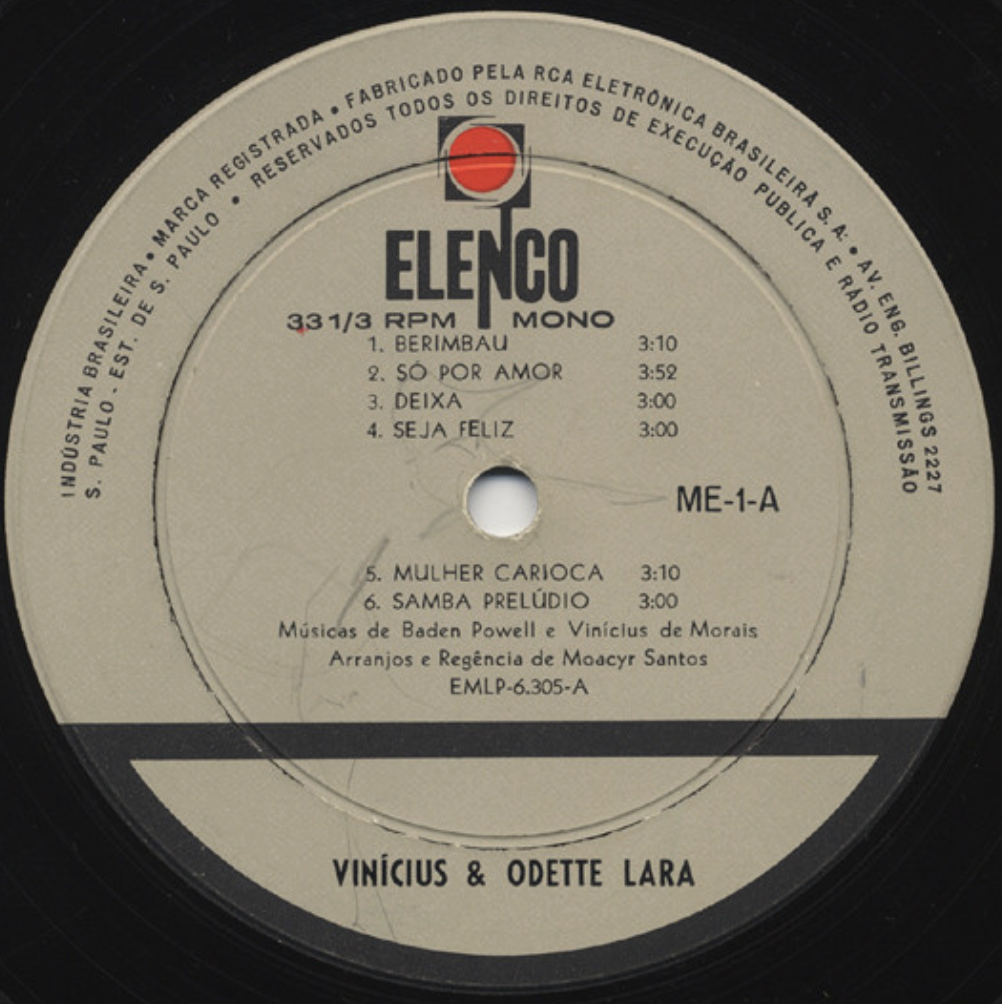
Étiquette de l'album Vinicius e Odette Lara.

- 1963 : Vinicius e Odette Lara - Vinicius de Moraes et Odette Lara
- 1963 : À Vontade - Baden Powell
- 1963 : Balançamba - Lúcio Alves
- 1963 : A Bossa Nova De Roberto Menescal E Seu Conjunto - Roberto Menescal
- 1963 : Bossa Balanço Balada - Sylvia Telles
- 1963 : Um senhor talento - Sérgio Ricardo
- 1964 : Antônio Carlos Jobim - Tom Jobim (édition brésilienne de l'album The Composer of Desafinado Plays)
- 1964 : Caymmi Visita Tom - Dorival Caymmi et Tom Jobim
- 1964 : Nara - Nara Leão
- 1964 : Dick Farney - Dick Farney
- 1964 : Maysa - Maysa
- 1964 : Elis Canta Edu - Elis Regina
- 1964 : Bossa Nova York - Sérgio Mendes (édition brésilienne de l'album The Swinger From Rio (en))
- 1965 : Antonio Carlos Jobim Com Nelson Riddle - Tom Jobim (édition brésilienne de l'album The Wonderful World Of Antonio Carlos Jobim (en))
- 1965 : A Música De Edu Lobo Por Edu Lobo - Edu Lobo
- 1965 : The Astrud Gilberto Album (en) - Astrud Gilberto (édition brésilienne de l'album Verve du même titre)
- 1966 : Edu e Bethania - Maria Bethânia et Edu Lobo
- 1966 : Tom Jobim Apresenta -  Eumir Deodato, Luiz Eça, Marcos Valle, Oscar Castro-Neves (édition brésilienne du LP Love, Strings and Jobim (en))
- 1967 : De Marré De Cy - Quarteto em Cy
- 1968 : MPB4 - MPB4
- 1969 : Egberto Gismonti - Egberto Gismonti
- 1970 : Piano E Cordas Volume II - Luiz Eça
- 1970 : Briamonte Orchestra - José Briamonte
- 1984 : Essas Parcerias - Francis Hime
- 1989 : Novo Toque - Ed Lincoln[5]

## Voir Aussi